# Архитектура Великих Моголов

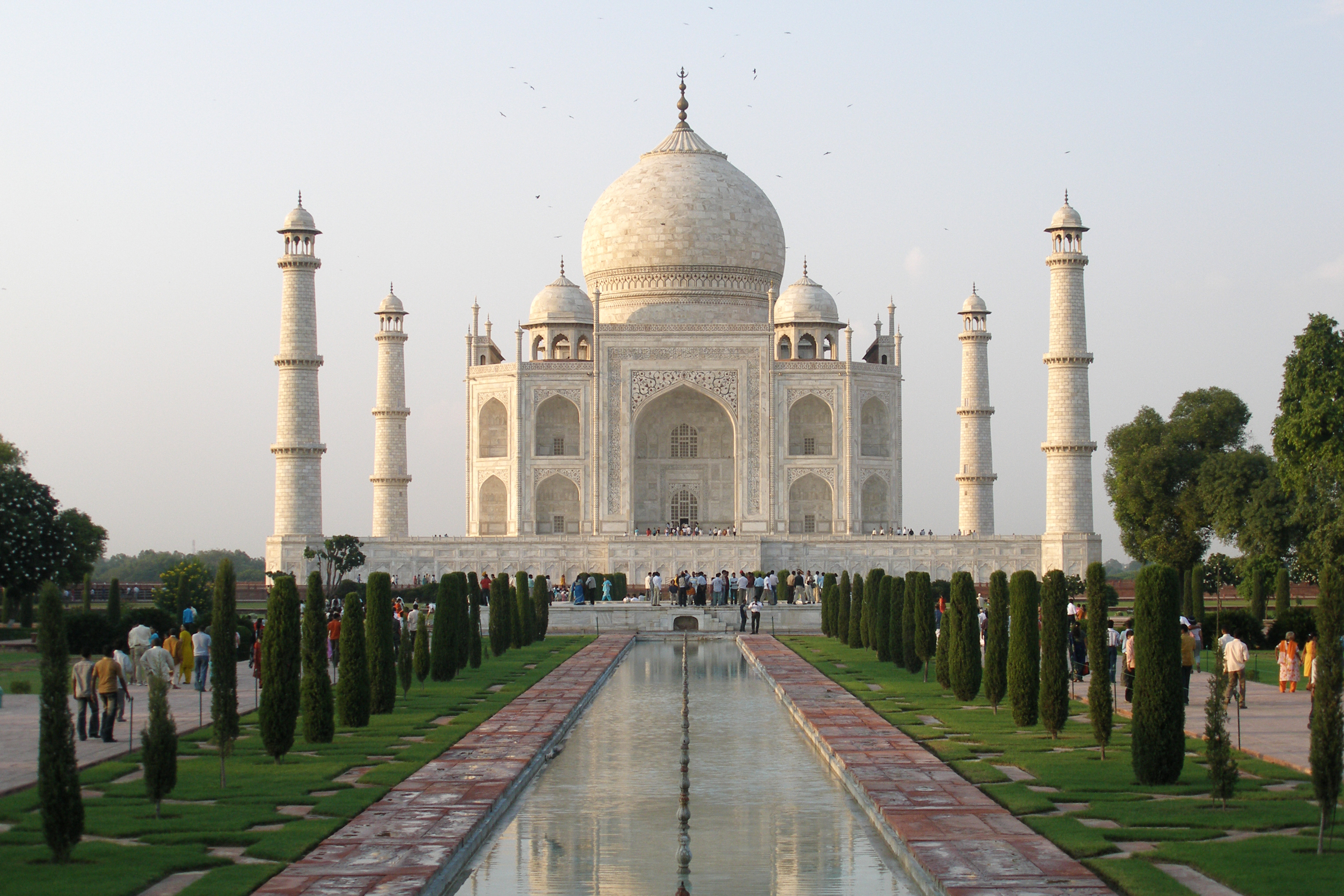
Тадж-Махал

Архитектура Великих Моголов — разнообразие архитектурных стилей существовавших на территории современной Индии, процветавший при императорской династии Великих Моголов середины XVI до конца XVII века. Могольский период отмечен стремительным возрождением исламской архитектуры в Северной Индии, где смешались персидский, индийский и различные местные стили, что привело к появлению зданий невероятной утончённости. В постройках зданий в основном использовался белый мрамор и красный песчаник. в большинстве ранних строений могольского периода арки использовались очень умеренно, архитекторы больше полагались на конструкции из столбов и балок. При падишахе Шах Джахане I (1628—1658), когда стиль Моголов достиг своего расцвета, используются двойные купола, вынутые из прямоугольного фронтона (арены) арки, и окруженные насаждениями. Особое внимание уделялось симметрии и равновесию между частями здания, а также тонкими деталями украшений. Самыми значительными сооружениями данного стиля являются Тадж-Махал и крепость-дворец в Дели.